# Coenonympha mangeri
Coenonympha mangeri ist ein Schmetterling (Tagfalter) aus der Familie der Edelfalter (Nymphalidae), der in Nord-Afghanistan vorkommt.

## Beschreibung
Die Oberseite von Coenonympha mangeri sieht dem Kleinen Wiesenvögelchen (Coenonympha pamphilus) sehr ähnlich. Der apikale Punkt auf der Vorderflügeloberseite ist schwach ausgeprägt und die Binde am Saum schmal. Die Vorderflügelunterseite ähnelt ebenfalls der des Kleinen Wiesenvögelchens. Die Hinterflügelunterseite unterscheidet sich deutlich von anderen Arten. Fünf bis sechs hell umrandete Ocellen sitzen in der hellbraunen Submarginalbinde. Von der Basis bis zur Submarginalbinde ist der Flügel gelblich-weiß und trägt drei dunkelbraune Flecke nahe der Basis, die bei den Weibchen zu einer Binde zusammenfließen. Der erste befindet sich zwischen Vorderrand und Zelle, der zweite bedeckt einen Teil der Zelle und der dritte liegt unterhalb der Zelle.

## Verbreitung und Lebensweise
Coenonympha mangeri kommt in Nord-Afghanistan (Pagman) vor und fliegt von Juli bis August.

## Systematik
Coenonympha mangeri wurde von Otto Bang-Haas in seinem Werk Horae macrolepidopterologicae regionis palaearcticae von 1927 erstbeschrieben und ist nach Constantin Manger, dem Entdecker des Falters, benannt.